# Haaposaari (ö i Norra Karelen, Joensuu, lat 62,71, long 29,40)
Haaposaari är en ö i Finland. Den ligger i sjön Viinijärvi och i kommunen Polvijärvi i den ekonomiska regionen  Joensuu ekonomiska region  och landskapet Norra Karelen, i den sydöstra delen av landet, 400 km nordost om huvudstaden Helsingfors. Öns area är 4,9 hektar och dess största längd är 410 meter i sydväst-nordöstlig riktning.